# Čingiz Mustafajev
Čingiz Mustafajev (engleski: Chingiz Mustafaiev; rođen 11. marta 1991) je azerbejdžanski pevač, tekstopisac i gitarista, najpoznatiji kao predstavnik Azerbejdžana na Pesmi Evrovizije 2019. sa pesmom "Truth".

## Karijera
Mustafajev je rođen u Moskvi i preselio se u rodni grad svojih roditelja, Kazak, kada mu je bilo šest godina. Naučio je svirati gitaru i počeo je da komponuje svoje pesme još kao mladić.
S 13 godina preselio se s majkom i bratom u Baku, gdje je 2007. otišao na audiciju za azerbejdžansku verziju Pop idola. Mustafajev je pobedio na takmičenju i ubrzo postao zvezda u usponu na azerbejdžanskoj muzičkoj sceni. 2013. godine predstavljao je Azerbejdžan na takmičenju "New Wave" u Jurmali u Letoniji. Osvojio je 11. mesto i pevao je zajedno sa Polinom Gagarinom. Tri godine kasnije Mustafajev je bio na audiciji za šestu sezonu "The Voice of Ukraine", ali je eliminisan u rundi dvoboja. Od tada, Čingiz je nastupao sa svojom grupom "Palmas", koja spaja tradicionalne azerbejdžanske i turske narodne zvuke uz flamenko gitaru, te rock i pop pesme. Početkom 2019. godine Čingiz je objavio singl "Tənha gəzən".
8. marta 2019, potvrđeno je da će Čingiz predstavljati Azerbejdžan na Pesmi Evrovizije 2019. sa pesmom "Truth". Nastupio je u drugom polufinalu 16. maja 2019. godine u Tel Avivu, zatvorivši polufinale. Zauzeo je 5. mesto sa 224 boda i tako se kvalifikovao za veliko finale 18. maja 2019. U finalu je zauzeo 8. mesto od 26 učesnika sa 302 boda. Ovo je bio prvi top 10 plasman za Azerbejdžan od 2013. godine.

## Diskografija
- "Qürbət" (2018)
- "Get" (2018)
- "Tənha gəzən" (2019)
- "Truth" (2019)